# کاسه طلایی (فیلم)
کاسه طلایی (انگلیسی: The Golden Bowl) فیلمی در ژانر درام به کارگردانی جیمز آیووری است که در سال ۲۰۰۰ منتشر شد.

## بازیگران
- کیت بکینسیل
- جیمز فاکس
- آنجلیکا هیوستون
- نیک نولتی
- جرمی نورثام
- مدلن پاتر
- اوما تورمن
- نیکلاس دی
- نیکلاس گریس